# Zdzisław Sadowski

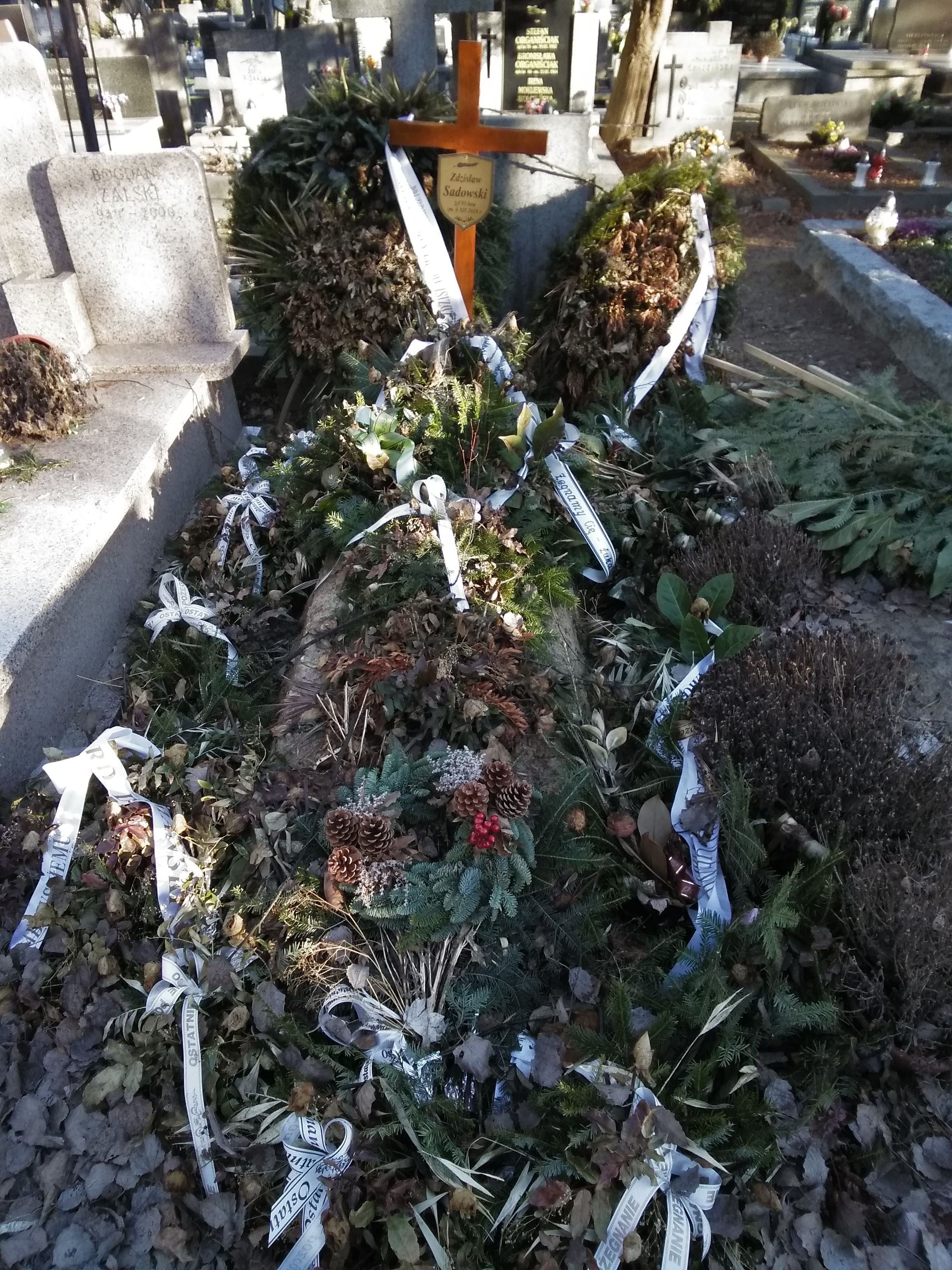
Grób Zdzisława Sadowskiego na Cmentarzu Wojskowym na Powązkach

Zdzisław Lech Sadowski (ur. 10 lutego 1925 w Warszawie, zm. 6 grudnia 2018 w Majdanie) – polski ekonomista, profesor nauk ekonomicznych. Specjalista w zakresie makroekonomii, polityki gospodarczej, statystyki i teorii rozwoju gospodarczego.
W latach 1987–1988 wiceprezes Rady Ministrów i przewodniczący Komisji Planowania przy Radzie Ministrów rządu Zbigniewa Messnera. Wieloletni prezes Polskiego Towarzystwa Ekonomicznego.

## Życiorys
Urodzony w Warszawie jako syn Sydneya Jana Władysława Sadowskiego (1881–1946) i Wandy z Malewskich (1894–1983). W 1941 zdał maturę na tajnych kompletach w I Państwowym Gimnazjum i Liceum im. Stefana Batorego.
W czasie wojny należał do Narodowych Sił Zbrojnych, a następnie Armii Krajowej. Brał udział w powstaniu warszawskim w stopniu kaprala podchorążego w Grupie Bojowej Krybar. W latach 1945–1946 więzień polityczny. Oskarżony i skazany na dwa lata więzienia w zawieszeniu w Procesie 13 Studentów.
W latach 1965–1970 profesor uniwersytetu w Akrze, a później zastępca dyrektora Centrum Planowania, Projekcji i Polityk Rozwoju Organizacji Narodów Zjednoczonych w Nowym Jorku (1970–1972). Kierownik zakładu, a następnie wicedyrektor Instytutu Planowania (1972–1981) oraz adiunkt w Katedrze Ekonomii Politycznej Socjalizmu Uniwersytetu Warszawskiego.
W 1979 uzyskał na Wydziale Nauk Ekonomicznych Uniwersytetu Warszawskiego stopień doktora habilitowanego nauk ekonomicznych. Tytuł profesora nauk ekonomicznych nadano mu w 1980.
Od 1980 profesor Uniwersytetu Warszawskiego, w latach 1989–2005 kierownik Katedry Teorii Rozwoju Gospodarczego UW, od 1994 członek korespondent Polskiej Akademii Nauk.
W 1981 objął funkcję zastępcy pełnomocnika rządu ds. reformy gospodarczej (do 1985), a od 1985 do 1987 pełnił obowiązki wiceprzewodniczącego i przewodniczącego Konsultacyjnej Rady Gospodarczej. W 1987 został mianowany wicepremierem i przewodniczącym Komitetu ds. Realizacji Reformy Gospodarczej oraz Komisji Planowania przy Radzie Ministrów w rządzie Zbigniewa Messnera. Nadzorował przygotowanie tzw. II etapu reformy gospodarczej, która została poparta przez większość społeczeństwa w nieważnym referendum z 1987 roku. Był autorem podwyżki cen w 1988, która miała doprowadzić do zrównoważenia rynku poprzez urynkowienie cen, co pośrednio doprowadziło do wybuchu fali strajków. Nadzorował przygotowanie koncepcji reformy systemu bankowego, polegającej na wyodrębnieniu z Narodowego Banku Polskiego kilku banków komercyjnych, ustawy o swobodzie przedsiębiorczości (tzw. ustawa Wilczka) oraz programu zniesienia kartek na mięso.
Po odejściu z rządu członek Rady Konsultacyjnej przy Przewodniczącym Rady Państwa Wojciechu Jaruzelskim. Był przedstawicielem strony partyjno-rządowej w zespole ds. gospodarki i polityki społecznej w czasie obrad Okrągłego Stołu. Przewidział wysoki wzrost bezrobocia w wyniku realizacji planu Balcerowicza.
W latach 1989–1991 członek Rady Ekonomicznej oraz Rady Nadzorczej Funduszu Obsługi Zadłużenia Zagranicznego. Od 1993 zasiadał w Radzie Strategii Społeczno-Gospodarczej. W tym samym roku bez powodzenia ubiegał się o mandat senatora z ramienia Unii Pracy w województwie stołecznym.
Był ekonomistą o poglądach lewicowych – przedstawicielem keynesizmu. Należał do przeciwników reformy Balcerowicza oraz neoliberalizmu, doceniając potrzebę i szybkość dokonanych zmian, krytykując jednak koszty społeczne reformy. Był zwolennikiem podatku progresywnego, walki z bezrobociem poprzez zwiększanie popytu krajowego oraz interwencjonizmu państwowego.
Przez 20 lat pełnił funkcję prezesa Polskiego Towarzystwa Ekonomicznego (od 1985); po przejściu na emeryturę został jego honorowym prezesem.
Był członkiem Komitetu Nauk Ekonomicznych PAN, zastępcą przewodniczącego Komitetu Prognoz „Polska 2000 Plus”, a także prezesem i redaktorem naczelnym dwumiesięcznika „Ekonomista” oraz redaktorem naczelnym i członkiem Rady „International Economic Association”. Współzałożyciel i członek Polskiego Towarzystwa Współpracy z Klubem Rzymskim, którego był prezesem; członek zwyczajny Towarzystwa Naukowego Warszawskiego.
W polu jego zainteresowań naukowych znajdowały się makroekonomia, polityka gospodarcza, statystyka i teoria rozwoju gospodarczego.
Jego żoną była Danuta Grabowska-Sadowska (1925–2020). Został pochowany na Cmentarzu Wojskowym na Powązkach (kwatera K, rząd 15 grób 35).
Według materiałów zgromadzonych w archiwum Instytutu Pamięci Narodowej był w latach 1953–1965 tajnym współpracownikiem Służby Bezpieczeństwa o pseudonimie „Robert”.

## Odznaczenia
- Warszawski Krzyż Powstańczy (1976)
- Krzyż Komandorski z Gwiazdą Orderu Odrodzenia Polski (2001)[11]
- Krzyż Oficerski Orderu Odrodzenia Polski
- Krzyż Kawalerski Orderu Odrodzenia Polski
- Medal Komisji Edukacji Narodowej (2003)[12]

## Publikacje
- Pieniądz i początki upadku Rzeczypospolitej w XVII wieku (1964)
- Wyzwania rozwojowe (współautor, 1977)
- Reforma z bliska (1983)
- Poland – the Great Transition (1991)
- Szukanie drogi (1995)
- Eseje o gospodarce (2000)
- Transformacja i rozwój – wybór prac (2005)
- W poszukiwaniu drogi rozwoju. Myśli o przyszłości świata i Polski (2006)